# Aruena apicimaculata
Aruena apicimaculata är en insektsart som först beskrevs av Anufriev 1969.  Aruena apicimaculata ingår i släktet Aruena och familjen dvärgstritar. Inga underarter finns listade i Catalogue of Life.